# Северомакедонско-турецкие отношения
Северомакедонско-турецкие отношения — двусторонние дипломатические отношения между Северной Македонией и Турцией. Страны являются полноправными членами Совета Европы и НАТО, а также ведут переговоры о вступлении в Европейский союз (ЕС).

## История
Благодаря историческим, культурным и народным связям Северная Македония и Турция наладили очень близкие и дружеские отношения. Вскоре после того, как Северная Македония провозгласила независимость от Социалистической Федеративной Республики Югославия в 1991 году и Турция стала одной из первых стран мира, признавшей этот факт. Официальные двусторонние отношения были установлены 26 августа 1992 года.
Согласно опросам института Гэллапа, проведённым в 2010 году, Турция считается дружественной страной с положительным имиджем среди подавляющего большинства (80 %) жителей Северной Македонии. Признание Северной Македонии Турцией было основано на том, что Северная Македония поддерживает свободное передвижение и права албанцев внутри страны. В феврале 2018 года президент Турции Реджеп Тайип Эрдоган выразил поддержку позиции Северной Македонии во время переговоров по спору об именовании страны, заявив, что позиция Греции ошибочна. Турция поддерживает заявку Северной Македонии на присоединение к ЕС.

## Граждане Северной Македонии турецкого происхождения

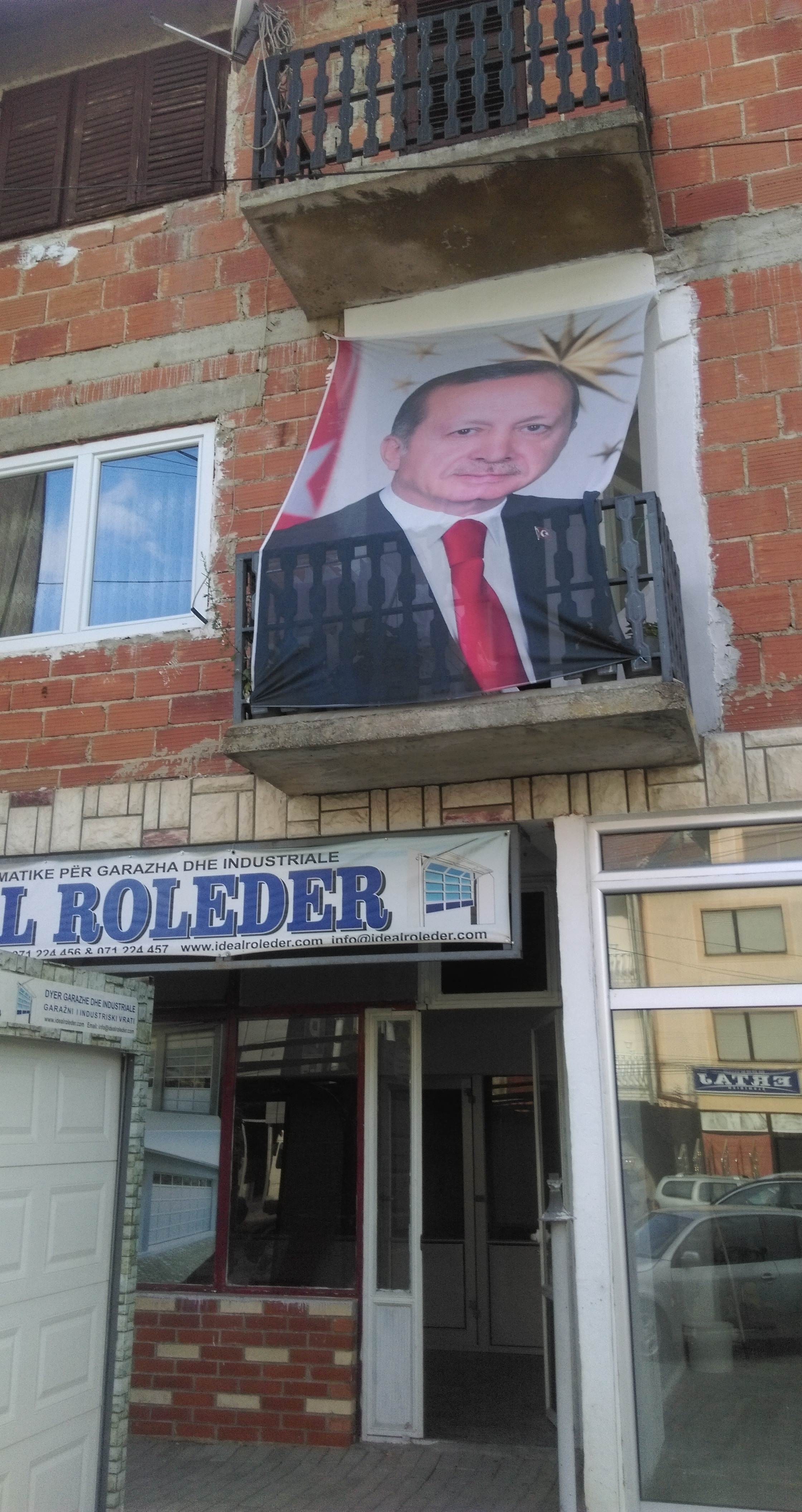
Баннер в поддержку политики Эрдогана в Гостиваре.

В Северной Македонии 77 959 граждан имеют турецкое происхождение, что составляет 3,85 % населения страны. Турки Северной Македонии служат мостом дружбы между двумя государствами и были частью программы сотрудничества в сфере культуры на период с 2009 по 2011 годы. Согласно программе, обе стороны должны активизировать сотрудничество в различных сферах культуры и искусства. Кроме того, страны должны продвигать культуру друг друга и открывать центры культурной информации — Северная Македония в Стамбуле и Турция в Скопье. В связи с этим министр Северной Македонии также объявил, что правительство страны и решило обновить дом родителей Мустафы Кемаля Ататюрка, расположенный в деревне Коджаджик недалеко от Дебара. Турецкие власти разрешили археологам из Северной Македонии сделать копию Сидонского саркофага, которая впоследствии будет выставлена в музее в Северной Македонии.

## Дипломатические представительства
- Северная Македония имеет посольство в Анкаре[9].
- Турция содержит посольство в Скопье[10].